# Mathieu Vernice
Mathieu Vernice (12 agosto 1993) è un arbitro di calcio francese.

## Carriera
Dopo aver arbitrato nelle serie minori del calcio francese (Championnat National e National2), nel 2021 viene designato per la prima volta per arbitrare una gara di Ligue 2.
Nella stagione 2022-2023 riceve invece la prima designazione in Ligue 1, in occasione della gara tra Montpellier e Auxerre.